# Skinnarbo Sarvgöl
Skinnarbo Sarvgöl är en sjö i Norrköpings kommun i Östergötland och ingår i Kilaåns huvudavrinningsområde. Sjöns area är 0,013 kvadratkilometer och den befinner sig 97 meter över havet.